# Arantza Quiroga
Pour les articles homonymes, voir Quiroga.
Arantza Quiroga Cía, née le 26 juillet 1973 à Irun, est une femme politique espagnole membre du Parti populaire (PP). Elle est présidente du Parlement basque entre 2009 et 2012.

## Biographie

### Jeunesse
Née dans le Guipuscoa d'un père originaire de la province de Valladolid et d'une mère basque, elle grandit à Irun, dans un environnement plutôt favorable aux idées nationalistes. De cette période, elle conserve la compréhension de la langue basque, qu'elle ne parle cependant pas.

### Formation
Mariée et mère de quatre enfants, elle est titulaire d'une licence en droit obtenue à l'université nationale d'enseignement à distance (UNED). Par ailleurs, elle reconnaît être une sympathisante de l'Opus Dei.

### Débuts politiques
Lorsqu'elle atteint la majorité, à 18 ans, sa mère tente de la convaincre de voter pour le Parti nationaliste basque (EAJ-PNV), mais Arantza Quiroga préfère suivre la voie de la droite et adhère en 1995, à l'âge de 21 ans, aux Nouvelles Générations du Parti populaire (NNGG).
La même année, elle décroche son premier mandat électif en devenant conseillère municipale de sa ville natale, Irun. Trois ans plus tard, en 1998, elle prononce un discours lors d'un meeting PP à Madrid et est remarquée par José María Aznar, président du gouvernement et du parti.

### Députée régionale
En novembre suivant, elle est élue députée au Parlement basque pour le Guipuscoa.
Au cours de la législature 2005-2009, elle préside la commission du Travail et des Affaires sociales et est représentante du Parlement auprès du conseil basque pour le Bien-être social. À la même époque, elle est secrétaire à la Politique sociale du PP dans la province du Guipuscoa et au niveau régional.
Le 12 juillet 2008, elle est élue vice-secrétaire générale du PP basque à l'occasion de son XIIe congrès régional.

### Présidente du Parlement basque
Huit mois après, elle mène la liste du parti dans le Guipuscoa pour les élections régionales du 1er mars 2009. Son parti se classe troisième avec 13 sièges sur 75, derrière le Parti socialiste du Pays basque-Gauche basque-PSOE (PSE-EE-PSOE), qui remportent 25 sièges. L'EAJ/PNV en obtient pour sa part 30.
Grâce à un accord entre socialistes et conservateurs, Arantza Quiroga est élue Présidente du Parlement basque le 3 avril 2009. Elle devient ainsi la seconde femme et la première conservatrice à accéder à ce poste. Un mois après, en vertu de l'accord précité, le socialiste Patxi López est élu lehendakari du Pays basque.

### Présidente du PP basque
À la suite du retour au pouvoir de l'EAJ-PNV, elle cède la présidence du Parlement de la communauté autonome à Bakartxo Tejeria le 20 novembre 2012. À peine cinq mois plus tard, le 14 avril 2013, elle devient présidente du Parti populaire du Pays basque (PPV) en remplacement d'Antonio Basagoiti.